# Paul Leicester Ford

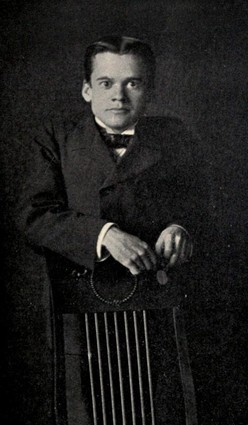
Paul Leicester Ford (1902)

Paul Leicester Ford (* 23. März 1865 in Brooklyn, New York City; † 8. Mai 1902 in Manhattan) war ein US-amerikanischer Schriftsteller, Historiker und Biograf.

## Leben
Paul Leicester Ford war mütterlicherseits der Urenkel des Reformers und Schriftstellers Noah Webster. Seine beiden älteren Brüder waren der Historiker Worthington C. Ford (1858–1941) und Sportler Malcolm Webster Ford (1862–1902). Wegen einer Verletzung seiner Wirbelsäule wurde sein Wachstum behindert. Mit Hilfe von Privatlehrern wurde er zu Hause unterrichtet, wobei er auf die riesige Bibliothek seines Vaters zurückgreifen konnte, mit der er sich bereits als Kind beschäftigte. Mit The Webster Genealogy veröffentlichte er im Alter von 11 Jahren zum ersten Mal eine Schrift. Ab Mitte der 1880er Jahre wurde er mit Biografien zu Alexander Hamilton, Benjamin Franklin und George Washington bekannt. Gemeinsam mit seinem Bruder Worthington gründete er den Historical Printing Club und veröffentlichte viele Artikel zur Amerikanischen Geschichte.
Parallel dazu begann er ab Mitte der 1890er Jahre auch Romane zu schreiben. Besonders erfolgreichen waren dabei seine Geschichten The Honorable Peter Stirling, The Great K&A Train Robbery (1926 als Räuber der Königsschlucht verfilmt) und Janice Meredith. Letzterer verkaufte sich nicht nur über 200.000 Mal, er wurde nur ein Jahr später von Edward Everett Rose als Theaterstück adaptiert. 22 Jahre nach seinem Tod wurde die Geschichte unter dem Titel Das Heldenmädchen von Trenton von MGM verfilmt.
1898 wurde er in das National Institute of Arts and Letters gewählt.
Ford verstarb am 8. Mai 1902 im Alter von 37 Jahren an den Folgen einer Schussverletzung in seinem Zuhause in Manhattan. Sein Bruder Malcolm schoss in einem Streit auf ihm. Nachdem Malcolms Karriere als Läufer sein Ende fand und weniger Geld verdiente, lieh er sich des Öfteren Geld von Paul. Als er es ihm dieses Mal aber verweigerte, schoss er auf ihm und richtete sich kurze Zeit später selbst hin.

## Werk (Auswahl)
Romane
- The Honorable Peter Stirling, and What People Thought of Him (1894)
- The Great K&A Train Robbery (1896)
- Tattle-Tales of Cupid (1898)
- Janice Meredith, a Story of the American Revolution (1899)
- Wanted: A Matchmaker (1900)
- Wanted: A Chaperon (1902)

Biografien und Historische Werke
- A list of Treasury reports and circulars issued by Alexander Hamilton, 1789-1795 (1886)
- A list of the members of the Federal Convention of 1787 (1888)
- Franklin bibliography. A list of books written by, or relating to Benjamin Franklin (1889)
- The True George Washington (1896)
- The many-sided Franklin (1899)